# Ludovico Ariosto
Ludovico Ariosto (Régio da Emília, 8 de setembro de 1474 — Ferrara, 6 de julho de 1533) foi um poeta italiano.
Filho de Niccolò, membro do tribunal de Ferrara, e Daria Malaguzzi Valeri. É o maior poeta italiano do romance de cavalaria. Em 1516, publicou a primeira edição do Orlando furioso, poema em oitavas de grande e imediato sucesso. O poema foi apresentado como continuação do poema Orlando apaixonado de Matteo Maria Boiardo. Inicialmente composto por 40 cantos, na edição de 1532 se transformaram em 46. Durante a escrita da obra, Ariosto escreveu também as Sátiras (entre 1517 e 1524 e publicadas postumamente em 1534) e algumas comédias. A característica principal do Orlando Furioso, primeira obra de um autor não toscano na qual é usado o toscano como língua literária nacional, é a trama rica de reviravoltas, na qual os episódios principais se dividem em episódios secundários.

## Vida e obras

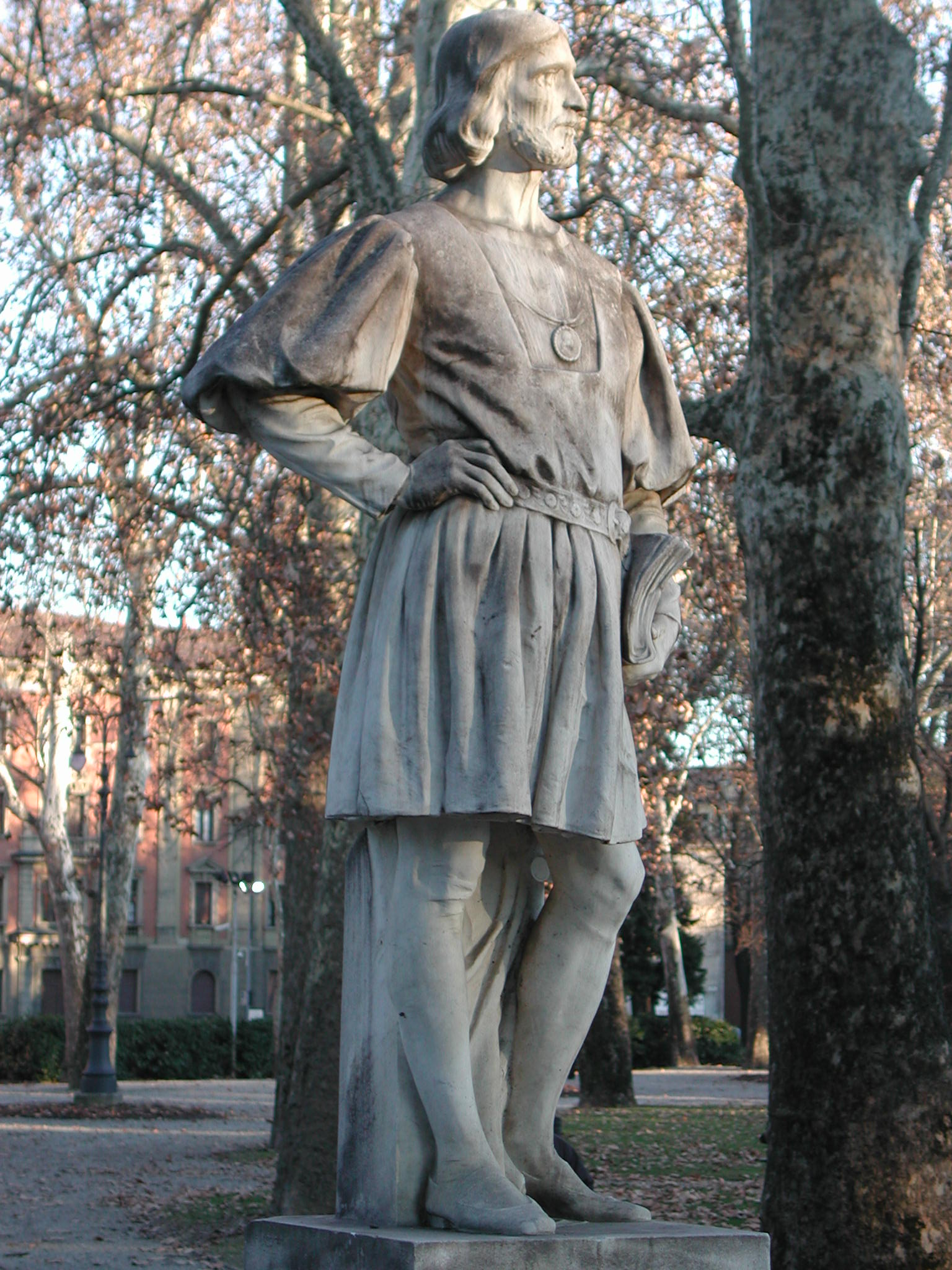
Estátua de Ludovico Ariosto em Régio da Emília

Ariosto preferiu o estudo das letras ao estudo do direito, que era o desejo do pai. Entre os anos 1495 e 1500, transcorreu os anos mais felizes entre estudos, amores e amigos. Em 1500, o pai morre deixando uma discreta herança, pelo que tocou a Ludovico, o primogênito, assumir o cuidado da família. Em 1502, foi nomeado capitão da fortaleza de Canossa, um ano depois entrou ao serviço do cardeal Hipólito d'Este.
Participou de ações bélicas e diplomáticas (entre 1508 e 1520) e, em 1513, em Florença, encontrou Alessandra Benucci, esposa de Tito Strozzi, e por ela nutriu um amor que durou até a sua morte. Após a morte de Tito Strozzi, Ariosto a fez sua companheira e mais tarde esposa, mas secretamente, para não perder os benefícios eclesiásticos que possuía.
As suas relações com o cardeal Hipólito d'Este eram do dependente que obedece: aquele ser continuamente em movimento, aquele ser feito “de poeta, cavalariço” não lhe agradava, e a publicação do Orlando Furioso (1516) o autorizava a esperar um tenor de vida mais quieto e consoante com o seu gênio.
Em 1517 se recusou a seguir o cardeal, nomeado bispo de Buda, na Hungria, e teve de deixar o serviço. Em 1518, passou para a corte de Afonso I d’Este, duque de Ferrara, um emprego que o contentou, porque permitia muitas vezes se afastar de Ferrara. Em 1522, quando o território da Garfagnana voltou a posse do duque, este o mandou para governá-la; trabalho difícil pela rudeza dos habitantes, as facções e os bandidos que abalavam esse território. Todavia fez o seu melhor para estabelecer a ordem e garantir a segurança do território.
Depois de três anos, voltou para Ferrara e não teve outras moléstias: construiu uma casa no território de Mirasole, na qual fez escrever o dístico: parva sed apta mihi sed obnoxia, sed non Sordida, parta leo sed tamben aere domus [pequena mas para mim adequada, sobre a qual ninguém pode reivindicar o direito, decorosa e comprada com o meu dinheiro]; lá passou o resto da sua vida feliz pelo afeto de Alessandra Benucci e do filho Virginio, que teve com outra mulher.
Entre as obras menores de Ariosto particular importância têm as três Sátiras já citadas, em terça rima, dedicadas a parentes e amigos. Em conjunto com os sermões e a epístola horaciana, possuem uma fluidez e coerência de estilo ariostea: um Ariosto intento a uma história pequena, exata e pessoal que é quase o contrário da grande história, espaçosa e longínqua presente no Orlando Furioso.
As comédias (Cassaria, 1508; Suppositi 1509; Negromante, 1520; Lena, 1528; Os estudantes, interrompida e postumamente terminada pelo irmão Gabriele e pelo filho Virginio que a denominaram A Scolastica) não apresentam exceções aos méritos literários mas são bem mais que uma servil imitação de Plauto e de Terêncio, dos quais são retomados os esquemas formais. Menor importância têm as poesias latinas (mais de 70), de metros e argumentos variados, que atestam os estudos juvenis de Ariosto dos clássicos: Catulo, Virgílio, Ovídio, Horácio. Na obra Rimas (primeira antologia de 1545), quase todas as líricas de amor são compostas por rimas livres e inspiradas no modelo de Petrarca, e também por elegias em terça rima nas quais é sensível o influxo dos poetas latinos.
Entorno ao 1505, interrompe um poema em terça rima sobre Obizzo d'Este (resta um fragmento de 211 versos), para compor o Orlando Furioso (1ª edição 1516; 2ª 1521; as duas com 40 cantos; 3ª 1532, em 46 cantos, mas talvez ainda tivesse a intenção de continuar a obra e dessa intenção nascem 5 cantos publicados postumamente e recusados por ele): um poema que quer continuar o metro (oitava rima, tradicional desde Boccaccio para as épicas romanescas) invenção de Boiardo em Orlando apaixonado do qual Ariosto retira do amor a folia.
Uma vasta matéria constitui a trama do Furioso: amores, ódios, ciúmes, traições, ambições, guerras, heroísmos, obstinação, tragédia e comédia juntos, com a intervenção  do sobrenatural e do fantástico, esse é o mundo que Ariosto domina com serenidade e franqueza: tudo é visto e representado nos seus precisos contornos reais e ao mesmo tempo, aparece distante da realidade, imerso em uma atmosfera como de um sonho.
Todo o poema é a figuração da beleza, da juventude, do amor, da alegria, das ações esplêndidas e generosas, de nobres ilusões: e o mau, o desagradável, o cômico, o trágico, que não faltam nele, não alteram porém o tom, na verdade beneficiam e lhe dão maior ressalto. Grande por todo o ano 1500 a fortuna do Orlando Furioso, que sustenta a inevitável comparação com a Jerusalém Libertada de Torquato Tasso, comparação que, com a consequente polêmica entre os defensores de uma e de outra obra, dominou a apreciação crítica de então e em parte também nos séculos sucessivos, durante os quais a fortuna de Ariosto, por imitação e aprofundamentos críticos, foi grande se bem inferior àquela de Tasso na Itália e em outros países.